# Desa Banjaransari (administrativ by i Indonesien, lat -7,47, long 111,49)
Desa Banjaransari är en administrativ by i Indonesien.   Den ligger i provinsen Jawa Barat, i den västra delen av landet, 500 km öster om huvudstaden Jakarta.